# Hayakawa Publishing
Hayakawa Publishing, Inc. (株式会社早川書房?, Kabushiki-gaisha Hayakawa Shobō, nome commerciale Hayakawa Publishing Corporation) è una casa editrice giapponese, fondata nel 1945 da Kiyoshi Hayakawa.
È il più grande editore di fantascienza del Giappone; ha pubblicato quasi tutti i vincitori del Seiun Award per il miglior romanzo straniero.
Tra i libri scritti da autori giapponesi pubblicati da Hayakawa sono degni di nota Crest of the Stars e G.I. Samurai.
Nel 2022, Hiroshi Hayakawa, per 30 anni presidente della Hayakawa Publishing (dopo aver lavorato dal 1965 presso l'azienda indipendente di famiglia), ha ricevuto il premio London Book Fair Lifetime Achievement Award "per il suo lavoro decennale nel portare autori internazionali sul mercato giapponese, nonché per il suo sostegno ai titoli di fantascienza, giallo e saggistica in Giappone".

## Riviste
- S-F Magazine (pubblicata per la prima volta nel febbraio 1960),
- Ellery Queen's Mystery Magazine (Edizione giapponese della rivista americana, pubblicata per la prima volta nel giugno 1956)
- Higeki Kigeki (悲劇喜劇, una rivista teatrale pubblicata per la prima volta nel 1928 da Kunio Kishida)

## Marchi editoriali
Hayakawa pubblica libri con diversi marchi:
- Hayakawa Mystery
- Hayakawa SF Series (dicembre 1957–novembre 1974, 318 volumi)
- Hayakawa Library (1962–1969)
- Hayakawa Novels
- Hayakawa Nonfiction
- Kaigai SF Novels
- Mysterious Press Books (in pausa dal 1988)
- Shin Hayakawa SF Series (da dicembre 2011)
- Hayakawa Bunko
  - Hayakawa Bunko SF (per opere di fantascienza straniere tradotte)
  - Hayakawa Bunko JA
  - Hayakawa Mystery Bunko
  - Hayakawa Comic Bunko (sotto il marchie Hayakawa Bunko JA)
  - Jisedaigata Sakka no Real Fiction (sotto il marchie Hayakawa Bunko JA)
  - Hayakawa Engeki Bunko
- Hayakawa Mystery World
- Hayakawa SF Series J-Collection
- Sōzōryoku Bungaku
- Hayakawa Shinsho Juice